# Bandera de Dinamarca
El Dannebrog o bandera de Dinamarca es un paño de color rojo con una cruz nórdica blanca. Las banderas de Suecia, Noruega, Finlandia, Åland, Islas Feroe e Islandia están basadas en ella. Algunas fuentes la consideran la bandera nacional más antigua del mundo, si bien otras creen que está entre las 5 más antiguas situando su creación en 1307 

## Historia
La bandera danesa es llamada Dannebrog y significa «la bandera de los daneses» o «la bandera roja». Aparece documentada en un texto danés el año 1478 y en una obra neerlandesa fechada cien años antes. En este libro, un tratado de heráldica neerlandés, (Gelre) de 1370-1386, aparece la representación de una bandera roja con una cruz blanca entre las armas reales del rey Valdemar IV Atterdag. Según una leyenda relatada en la crónica danesa de Christiern Pedersen hacia 1520 y según el franciscano Peder Olsen, en el año 1527, Dannebrog bajó del cielo durante una batalla en Estonia. El franciscano Peder Olsen relaciona el hecho con una batalla que tuvo lugar el año 1219, y la tradición sostiene que la bandera apareció en el área de Lyndanisse el 15 de junio de 1219. Probablemente, esta leyenda surgió alrededor del año 1500 a partir del episodio en que el rey Juan I de Dinamarca perdió la bandera en una derrota en Ditmarsken, en el norte de Alemania. Seguramente la pérdida de esta bandera dio lugar a este relato mítico en que Dannebrog se recuperaría al caer del cielo. Lo que sí está constatado fue que el rey Federico II de Dinamarca ordenó emplear esta bandera en 1559 y la hizo colgar en la catedral de Schleswig, actualmente Alemania. 
En una canción de 1500 también se vincula a la bandera en forma de cruz con el sueño sobre la cruz que tuvo el emperador romano Constantino el año 312, antes de la batalla del Puente Milvio por la que se convirtió en el único emperador romano y, según cuenta la tradición, se convirtió al cristianismo. Esta visión de la cruz con la que se relacionan las palabras in hoc signo vinces («bajo este signo vencerás»), signo que se vincula con los milagros en los que supuestamente aparece una cruz en el cielo, que, especialmente en la península ibérica, estuvieron vinculados con batallas mantenidas entre cristianos y musulmanes.
La Orden portuguesa de Cristo, que se constituyó durante una cruzada contra los musulmanes en 1318, utilizó una cruz blanca paté, provista de una orla roja.
Desde 1591, Cristián IV acuñó una moneda en la que figuraba una cruz, basándose en una usada en aquel momento en Portugal. La cruz que aparecía en esta moneda pronto fue considerada como la cruz de Dannebrog. En 1603 se añadió el aforismo constantiniano, que aparece citado en una crónica obra de Arild Huitfeldt en la que, de nuevo, se relaciona con la supuesta aparición de Constantino y la leyenda de la caída del cielo de la propia Dannebrog.

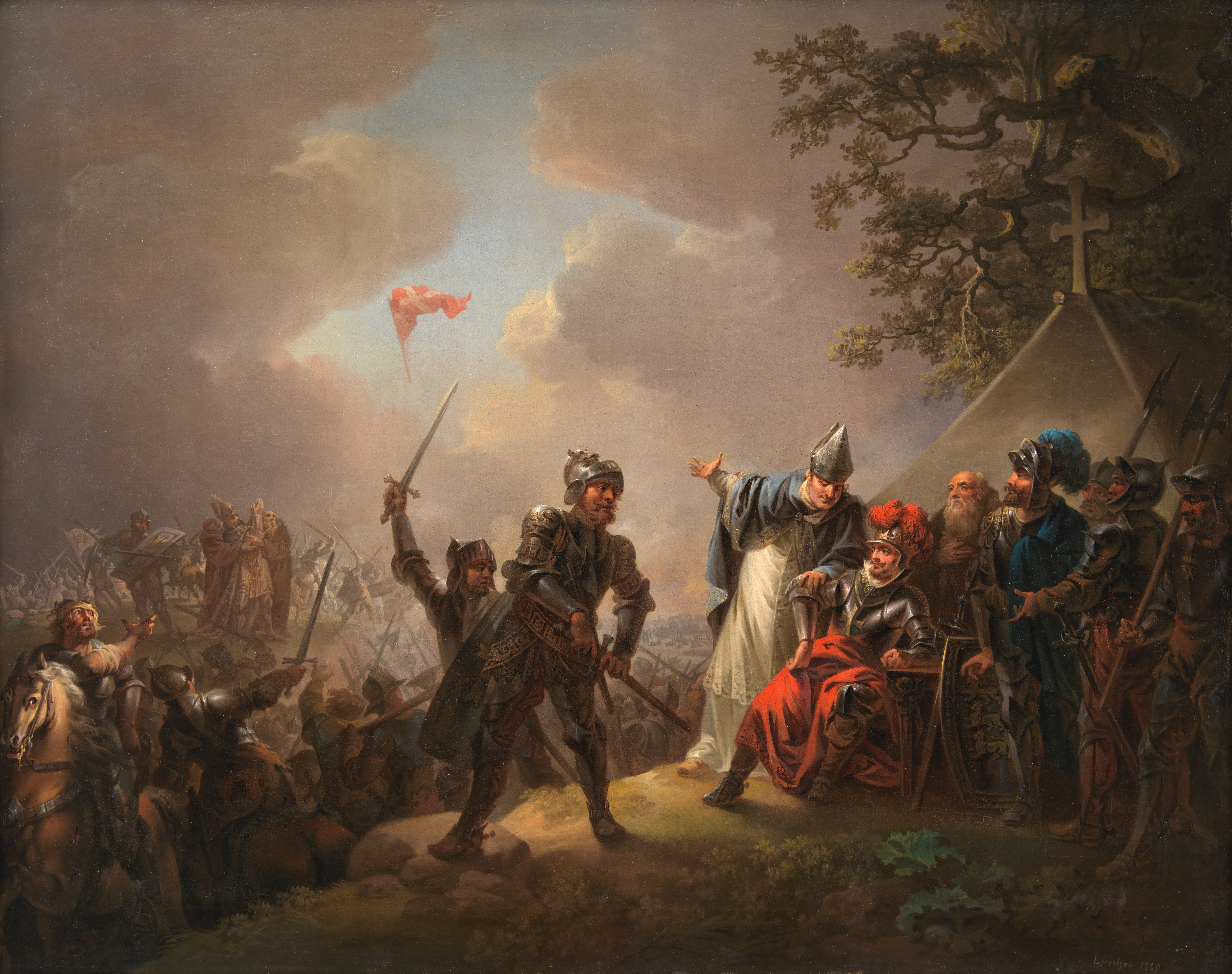
Batalla de Lyndanisse, donde según la leyenda se originó la bandera danesa (pintura de Christian August Lorentzen)